# База знаний
База знаний (БЗ; англ. knowledge base, KB) — база данных, содержащая правила вывода и информацию о человеческом опыте и знаниях в некоторой предметной области (ISO/IEC/IEEE 24765-2010, ISO/IEC 2382-1:1993). В самообучающихся системах база знаний также содержит информацию, являющуюся результатом решения предыдущих задач.
Современные базы знаний работают совместно с системами поиска и извлечения информации. Для этого требуется некоторая модель классификации понятий и определённый формат представления знаний. Иерархический способ представления в базе знаний набора понятий и их связей называется онтологией.
Онтологию некоторой области знаний вместе со сведениями о свойствах конкретных объектов часто называют «базой знаний». Вместе с тем полноценные базы знаний (в отличие от обычной базы данных) содержат в себе не только фактическую информацию, но и правила вывода, позволяющие делать автоматические умозаключения об уже имеющихся или вновь вводимых фактах и тем самым производить семантическую (осмысленную) обработку информации.
Область наук об искусственном интеллекте, изучающая базы знаний и методы работы со знаниями, называется инженерией знаний.

## Применение
База знаний — важный компонент интеллектуальной системы. Наиболее известный класс таких программ — это экспертные системы. Они предназначены для поиска способов решения проблем из некоторой предметной области, основываясь на записях БЗ и на пользовательском описании ситуации.
Простые базы знаний могут использоваться для создания экспертных систем хранения данных в организации: документации, руководств, статей технического обеспечения. Главная цель создания таких баз — помочь менее опытным людям найти уже существующее описание способа решения какой-либо проблемы. Процесс актуализации баз знаний интеллектуальных информационных систем предприятий является достаточно трудоемким, требующим выполнения значительного числа поисковых операций как в корпоративных сетях, так и в сети интернет.

## Базы знаний и интеллектуальные системы
Двумя наиболее важными требованиями к информации, хранящейся в базе знаний интеллектуальной системы, являются:
1. Достоверность конкретных и обобщённых сведений, имеющихся в базе данных.
2. Релевантность информации, получаемой с помощью правил вывода базы знаний.

Ниже перечислены некоторые из особенностей, которые могут (но не обязаны) быть у системы, оперирующей базами знаний.
- Автоматическое доказательство (вывод). Способность системы выводить новые знания из старых, находить закономерности в БЗ. Часто принимается, что база знаний отличается от базы данных именно наличием механизма вывода.
- Доказательство заключения. Способность системы после выдачи ответа «объяснить» ход её рассуждений, причем «по первому требованию».
- Интроспекция. Нахождение противоречий, нестыковок в БЗ, контроль правильной организации БЗ.
- Машинное обучение. Превращение БЗ в гибкую систему, адаптация к проблемной области. Аналогична человеческой способности «набирать опыт».

Разработка портала знаний организации является необходимой, так как количество накопленных знаний увеличивается постоянно, а работать с ними становится все сложнее.
Для систем управления знаниями барьером к внедрению часто выступает отсутствие организационной культуры, которая обеспечивала бы совместное использование знаний, и недостаток у работников информации об этой технологии.

## Базы знаний на примере языка Пролог
В языке Пролог базы знаний описываются в форме конкретных фактов и правил логического вывода над базами данных и процедурами обработки информации, представляющих сведения и знания о людях, предметах, фактах, событиях и процессах в логической форме. В ответах на простейшие запросы к базам знаний система логического программирования Пролог выдает значения «истина» и «ложь» в зависимости от наличия соответствующих фактов.
Обобщённые сведения в языке Пролог задаются с помощью правил логического вывода, выполняющих роль определения понятий, а также логических процедур, состоящих из наборов правил логического вывода. Достоверность обобщенных сведений зависит от наличия необходимых фактов и достоверности данных в базах знаний.